# Андо, Клиффорд
Клиффорд Андо (англ. Clifford Ando; род. 1969) — американский антиковед, специалист по праву и религии Древнего Рима. Доктор философии (1996), именной заслуженный сервис-профессор (David B. and Clara E. Stern Distinguished Service Professor) Чикагского университета, завкафедрой классики (2017—2020, 2021—2024). Лауреат премии Гудвина (2003). Исследовательский феллоу Университета Южной Африки.
Окончил Принстон (бакалавр классики summa cum laude, 1990), Phi Beta Kappa.
Степень доктора философии получил в Мичиганском университете, также по антиковедению.
Генредактор проекта Roman Statutes: Renewing Roman Law.
Старший редактор Bryn Mawr Classical Review. Входит в состав редколлегий Classical Philology, Critical Analysis of Law, Oxford Series in the History and Theory of International Law.
Автор монографий Imperial Ideology and Provincial Loyalty in the Roman Empire (UC Press, 2000) {Рец., , }; The Matter of the Gods (2008), положительно оцененной Sabine G. MacCormack (а в American Historical Review книгу назвали «восхитительной»); Law, Language and Empire in the Roman Tradition (2011); Imperial Rome AD 193 to 284. The Critical Century (2012); Roman Social Imaginaries: Language and Thought in Contexts of Empire (University of Toronto Press, 2015). Также автор Religion et gouvernement dans l’Empire romain (2016).
Соредактор Ancient States and Infrastructural Power. Europe, Asia and America (2017) и Roman and Local Citizenship in the Long Second Century CE (2021).